# KIF Helsinki
Pour les articles homonymes, voir Kif.
Pour le club de handball, voir Handball Club Kiffen.
Maillots
Le KIF Helsinki est un club de football finlandais basé à Helsinki. Le club a été fondé en 1908. Le finlandais Tommi Lingman est l'entraîneur depuis début janvier 2018.

## Palmarès
- Championnat de Finlande : 1955